# O2 Slovakia
O2 Slovakia, s.r.o. es un proveedor de servicios móviles en Eslovaquia. O2 comenzó como Telefónica en Eslovaquia con servicios comerciales el 2 de febrero de 2007 con cerca de 600.000 usuarios registrados previamente y ~ 400.000 eslovacos que utilizan activamente el servicio O2. El operador tiene 1 700 000 tarjetas SIM activas (actividad de 3 meses) hasta la fecha del 1 de septiembre de 2015. La compañía es subsidiaria de O2 Czech Republic, propiedad de PPF.

## Prefijo
Los usuarios se identifican con los prefijos 940, 944, 948 y 949 en el número de teléfono móvil. (+421 94x yyy yyy)

## Sede
O2 Slovakia, s.r.o, Einsteinova 24, SK- 851 01 Bratislava, Bratislava, Eslovaquia